# Adrien Marquet
Adrien Marquet (Burdeos, 6 de octubre de 1884-Burdeos, 3 de febrero de 1955) fue un político francés, cabeza visible de la facción neosocialista de la Sección Francesa de la Internacional Obrera  (SFIO) escindida en 1933, alcalde de Burdeos y ministro del Trabajo y del Interior.

## Biografía

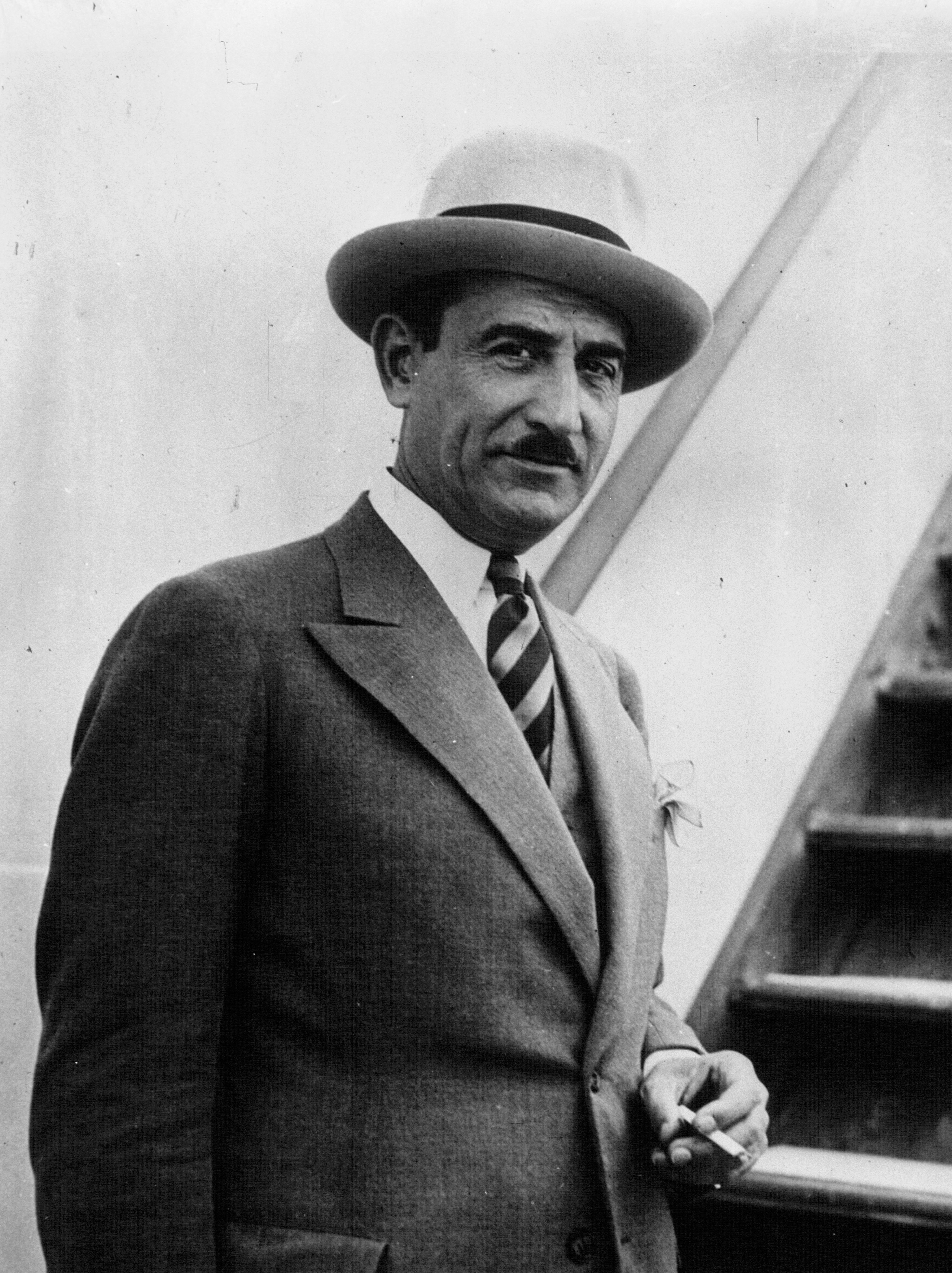
Marquet en 1932

Nacido en Burdeos el 6 de octubre de 1884, fue elegido alcalde de la ciudad en 1925.
Zeev Sternhell lo sitúa en la «línea dura» de los neosocialistas; un encendido discurso de Marquet en junio de 1933 reclamaba que el socialismo fuera «un partido de orden, un partido de autoridad, un partido nacional». Expulsado de la SFIO el 5 de noviembre de 1933, participó en la fundación del Parti socialiste de France, formación que abandonó en 1934. Ocupó la cartera de Trabajo del II gobierno Doumergue entre el 9 de febrero y el 8 de noviembre de 1934. En unas declaraciones antisemitas, llegó a acusar a Léon Blum de empujar a Francia a la guerra «por la Unión Soviética y por la judería». Fue ministro del interior del gobierno Pétain entre el 27 de junio y el 10 de julio de 1940 y, tras el colapso de la Tercera República, se convirtió en el primer ministro de Interior de la Francia de Vichy, en un gabinete presidido por Pierre Laval.
Falleció en su ciudad natal el 3 de febrero de 1955.